# La Tour-du-Crieu
La Tour-du-Crieu är en kommun i departementet Ariège i regionen Occitanien i södra Frankrike. Kommunen ligger  i kantonen Pamiers-Est som ligger i arrondissementet Pamiers. År 2022 hade La Tour-du-Crieu 3 268 invånare.

## Befolkningsutveckling
Antalet invånare i kommunen La Tour-du-Crieu
Referens: INSEE

## Galleri

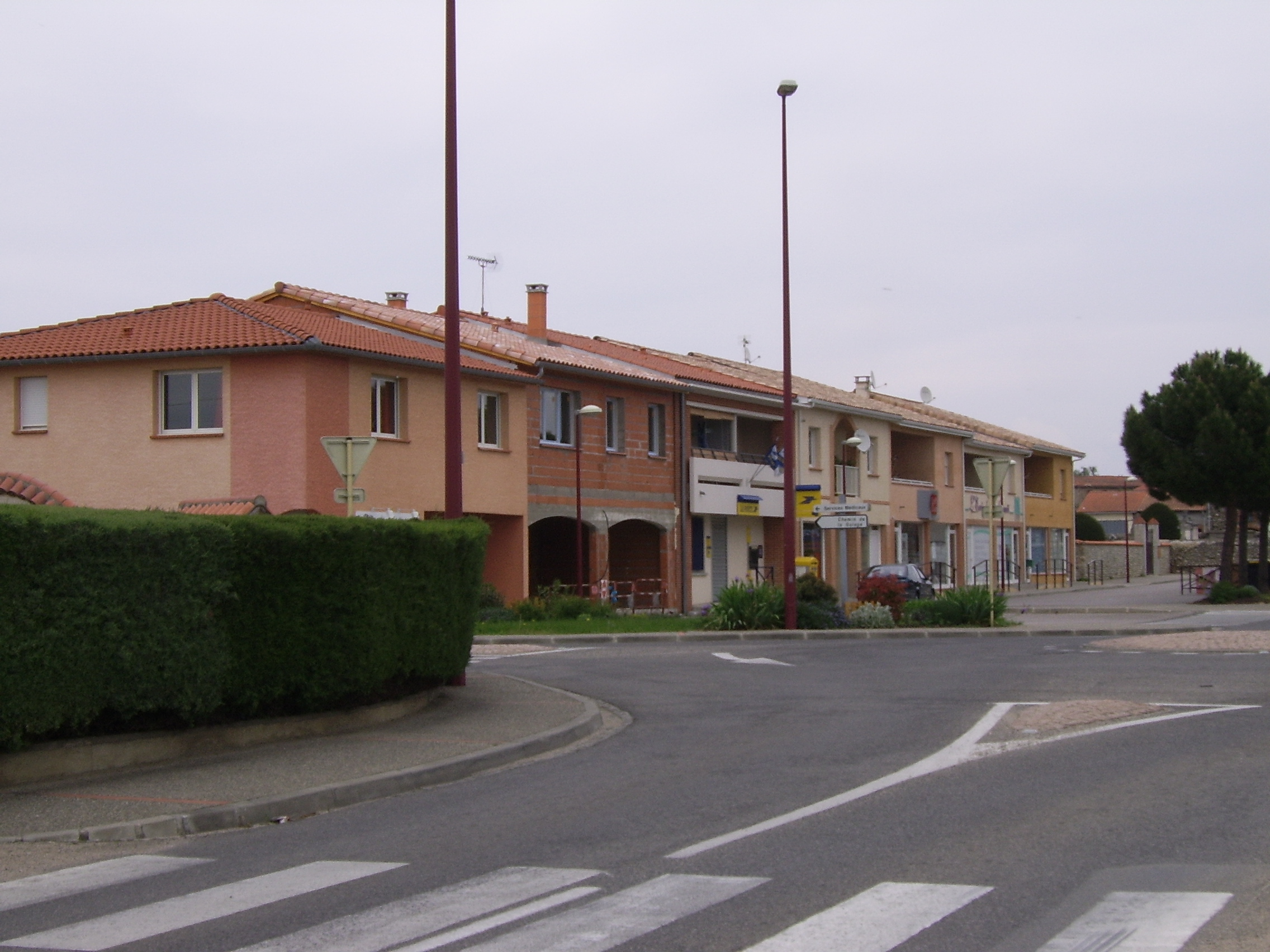
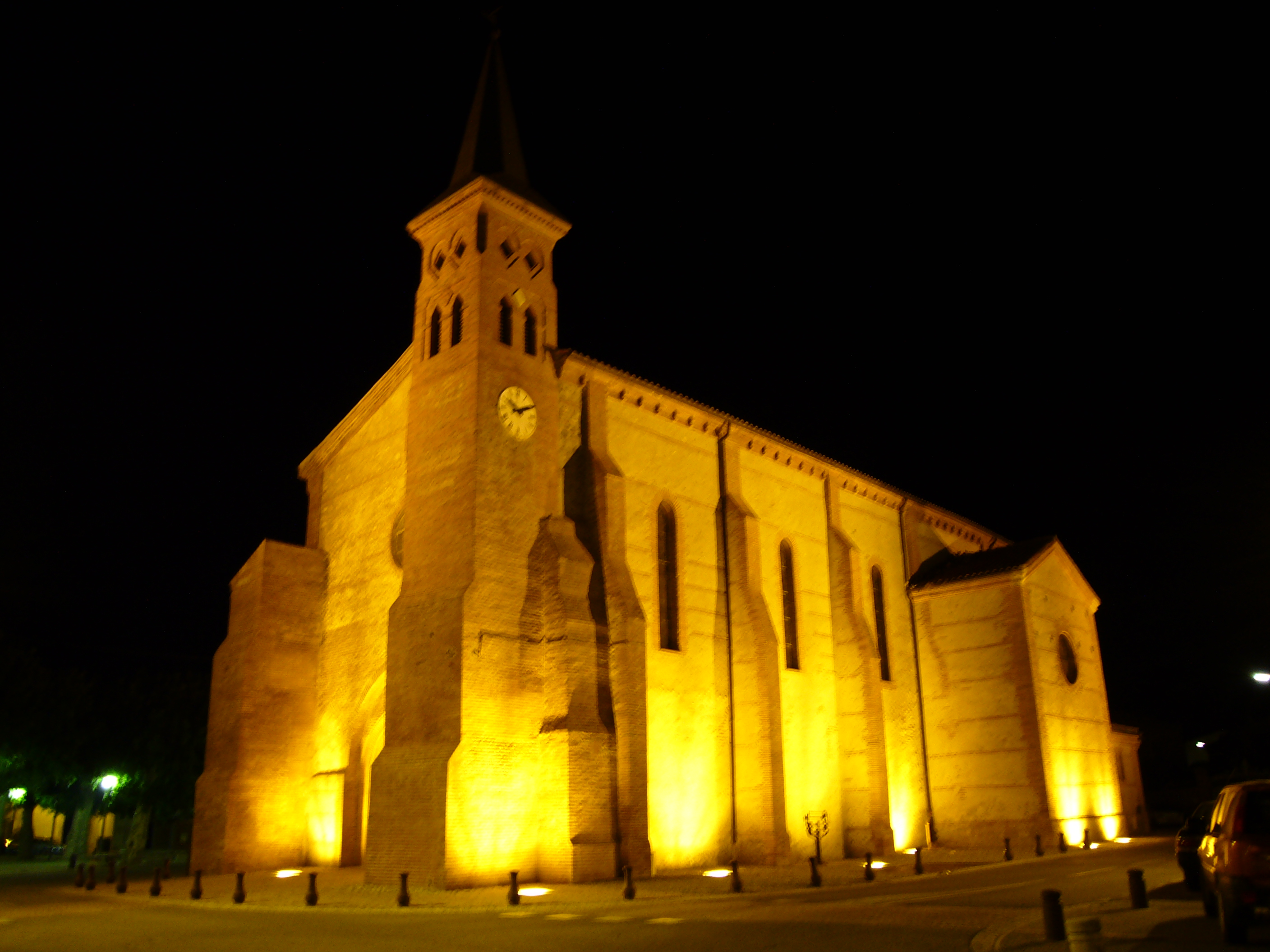
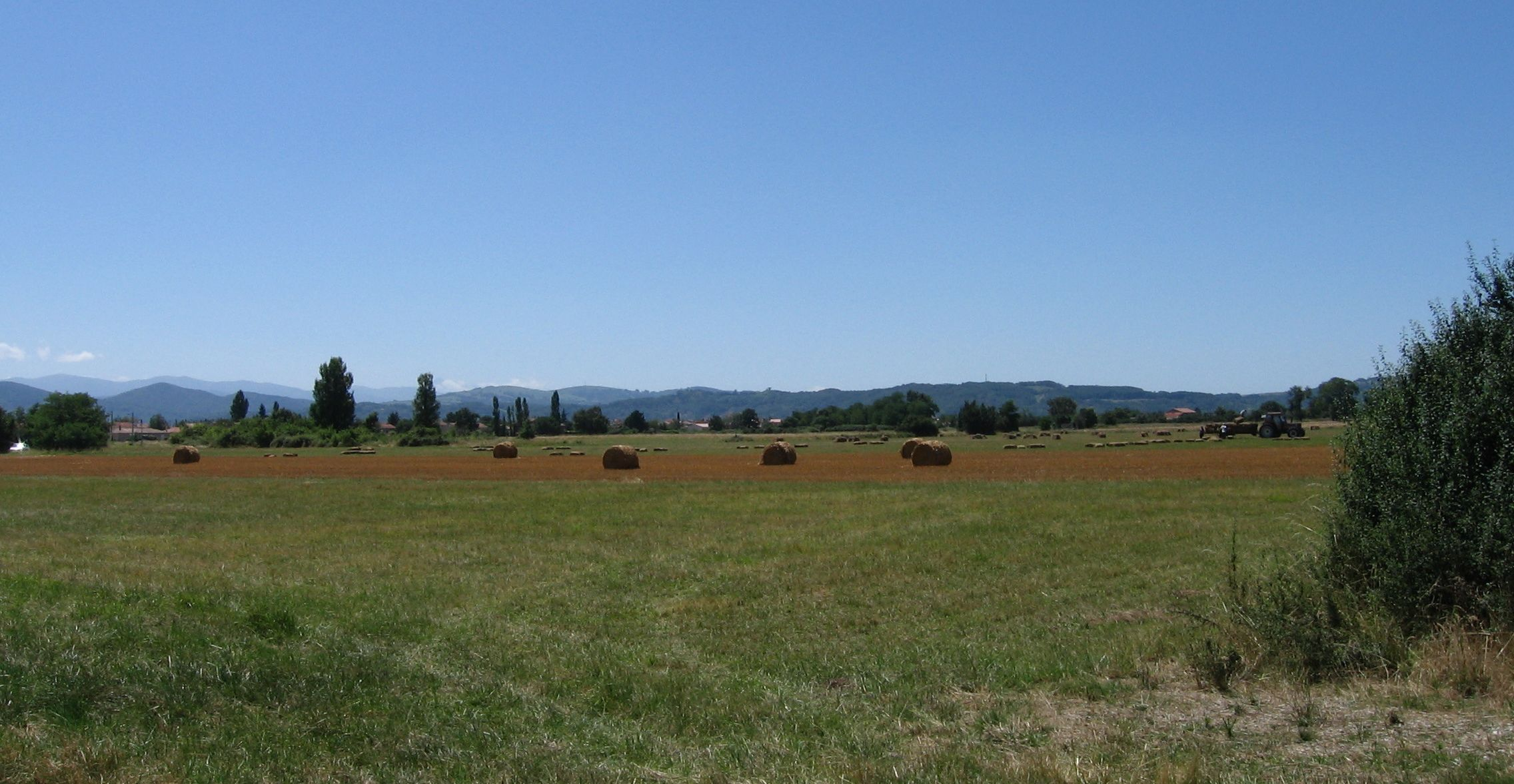